# 貝約維斯塔 (加利福尼亞州)
貝約維斯塔（英語：Bayo Vista）是位於美國加利福尼亞州康特拉科斯塔縣的一個非建制地區。該地的面積和人口皆未知。

## 地理
貝約維斯塔的座標為38°02′13″N 122°15′41″W / 38.03694°N 122.26139°W，而該地的平均海拔高度為5米（即16英尺）。